# Elección presidencial de Burkina Faso de 1998
Las elecciones presidenciales de Burkina Faso de 1998 se efectuaron el 15 de noviembre de ese mismo año. Estos comicios, en los que triunfó Blaise Compaoré, presidente en ejercicio, fueron boicoteadas por los principales partidos de oposición, al no asistir a las urnas ni a inscribir candidaturas presidenciales.

## Antecedentes
Argumentando que las elecciones se encontraban arregladas, al ser las primeras donde Blaise Compaoré aceptó una apertura al pluripartidismo, la oposición compuesta por movimientos liberales y otras colectividades socialistas decidieron no establecer candidaturas presidenciales contra Compaoré, y llamaron a no reconocer los resultados de los comicios. 
Así solo se inscribieron candidaturas que no representaban mayor amenaza a la opción oficialista, y que además eran de movimientos cercanos al presidente Compaoré, como por ejemplo el ecologista Ram Ouedraogo, quien asumiera como Ministro de Estado para la Reconociliación Nacional (1999-2002), y el candidato Frédéric Guirma, de la Agrupación Democrática Africana, colectividad que pasó a ser parte de la coalición de gobierno denominada "Movimiento Alianza Presidencial" (AMP).

## Resultados
|  | 87,52 % |

|  | 6,61 % |

|  | 5,87 % |